# Oude Turfmarkt

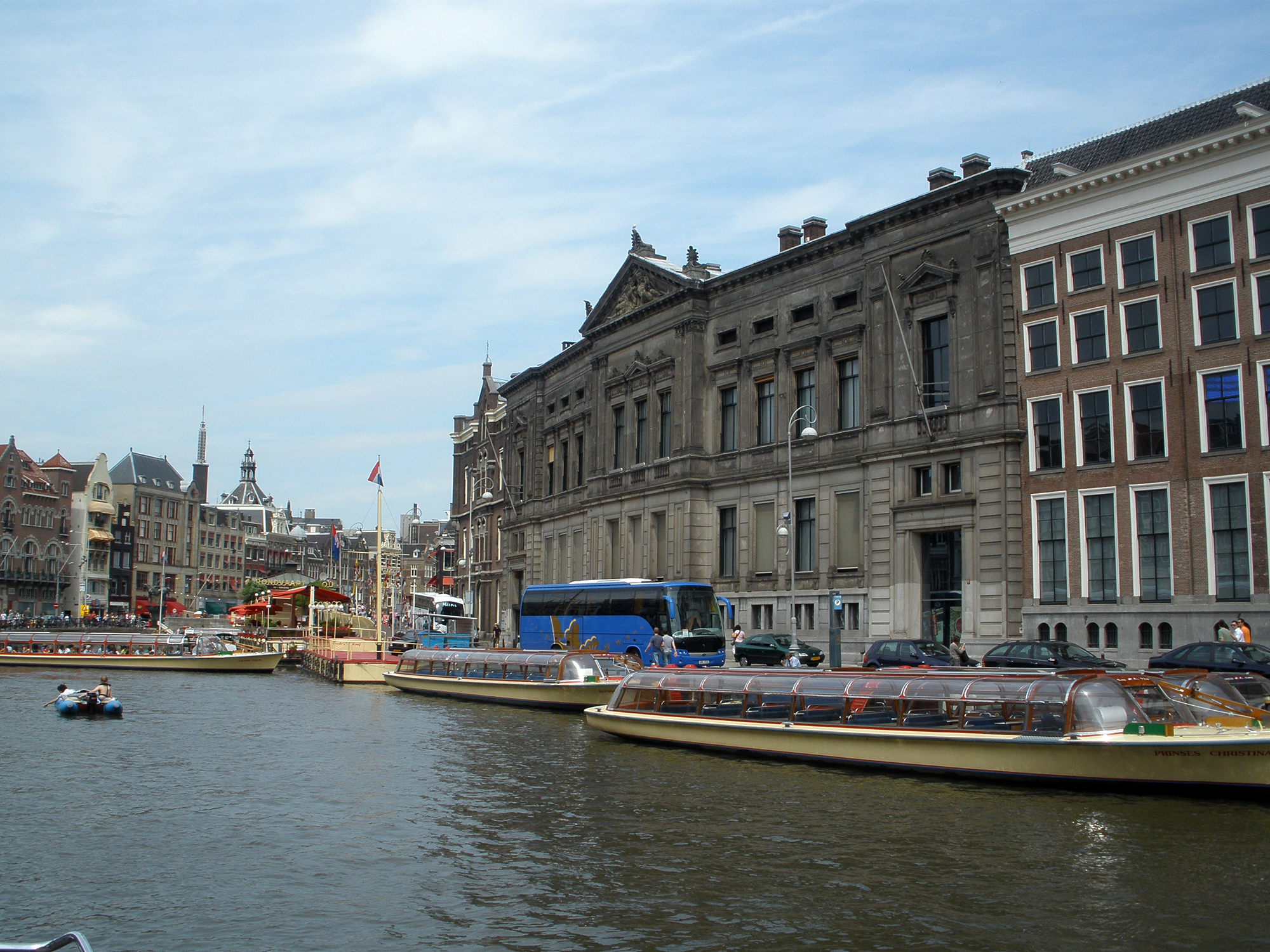
Het voormalige gebouw van De Nederlandsche Bank op de Oude Turfmarkt, nu Allard Pierson Museum - foto User:Jvhertum, juli 2008

De Oude Turfmarkt is een straat in het centrum van Amsterdam, tegenover het Rokin. Aan de Oude Turfmarkt bevinden zich het Allard Pierson Museum en de afdeling Bijzondere Collecties van de Universiteit van Amsterdam.
De straat loopt langs de oostzijde van het Rokin – ooit een deel van de Amstel – van de Langebrugsteeg in zuidelijke richting naar de Nieuwe Doelenstraat.
Zoals de naam van de straat al aangeeft werd hier, van 1564 tot 1642, een turfmarkt gehouden. De straat werd later Rokin genoemd maar kreeg in 1946 haar oude naam weer terug.
In 1402 werd het Nieuwe Nonnenklooster aan de Oude Turfmarkt gebouwd. Na de Alteratie in 1578 kwam er een ziekenhuis, het Sint Pietersgasthuis, later omgedoopt tot Binnengasthuis. Dit terrein is nu een van de hoofdlocaties van de Universiteit van Amsterdam.
Het Allard Pierson Museum, het archeologisch museum van de Universiteit van Amsterdam, bevindt zich op nummer 127, in het voormalige hoofdkantoor van De Nederlandsche Bank. Het gebouw stamt uit 1868 en werd in 1915 verder uitgebreid.
De afdeling Bijzondere Collecties van de Universiteitsbibliotheek van Amsterdam is gevestigd aan Oude Turfmarkt 129 en 139, in een door Philips Vingboons ontworpen pand uit 1642 en het ernaast gelegen Sint-Bernardusgesticht uit 1842-1843. Hier waren voorheen afdelingen van de Faculteit der Geesteswetenschappen en het Informatiseringscentrum van de Universiteit van Amsterdam gehuisvest. De restauratie van de panden begon in 2004, en in mei 2007 verrichtte koningin Beatrix de officiële opening.
Aan de noordelijke zijde van de straat bevindt zich de aanmeerplaats voor rondvaartboten van rederij Kooij. Ook staat hier een ruiterstandbeeld van koningin  Wilhelmina, gebeeldhouwd door Theresia van der Pant. Aan de zuidzijde van de straat, op de hoek met de Nieuwe Doelenstraat, staat het vijfsterrenhotel Hotel de l'Europe. Hier stond oorspronkelijk het Rondeel, een toren van de stadsmuur op de plek waar de Amstel de stad binnenstroomde. Deze maakte in de 17e eeuw plaats voor een herberg (ook het Rondeel geheten), die op zijn beurt in de 19e eeuw werd afgebroken om plaats te maken voor het hotel.

## Afbeeldingen

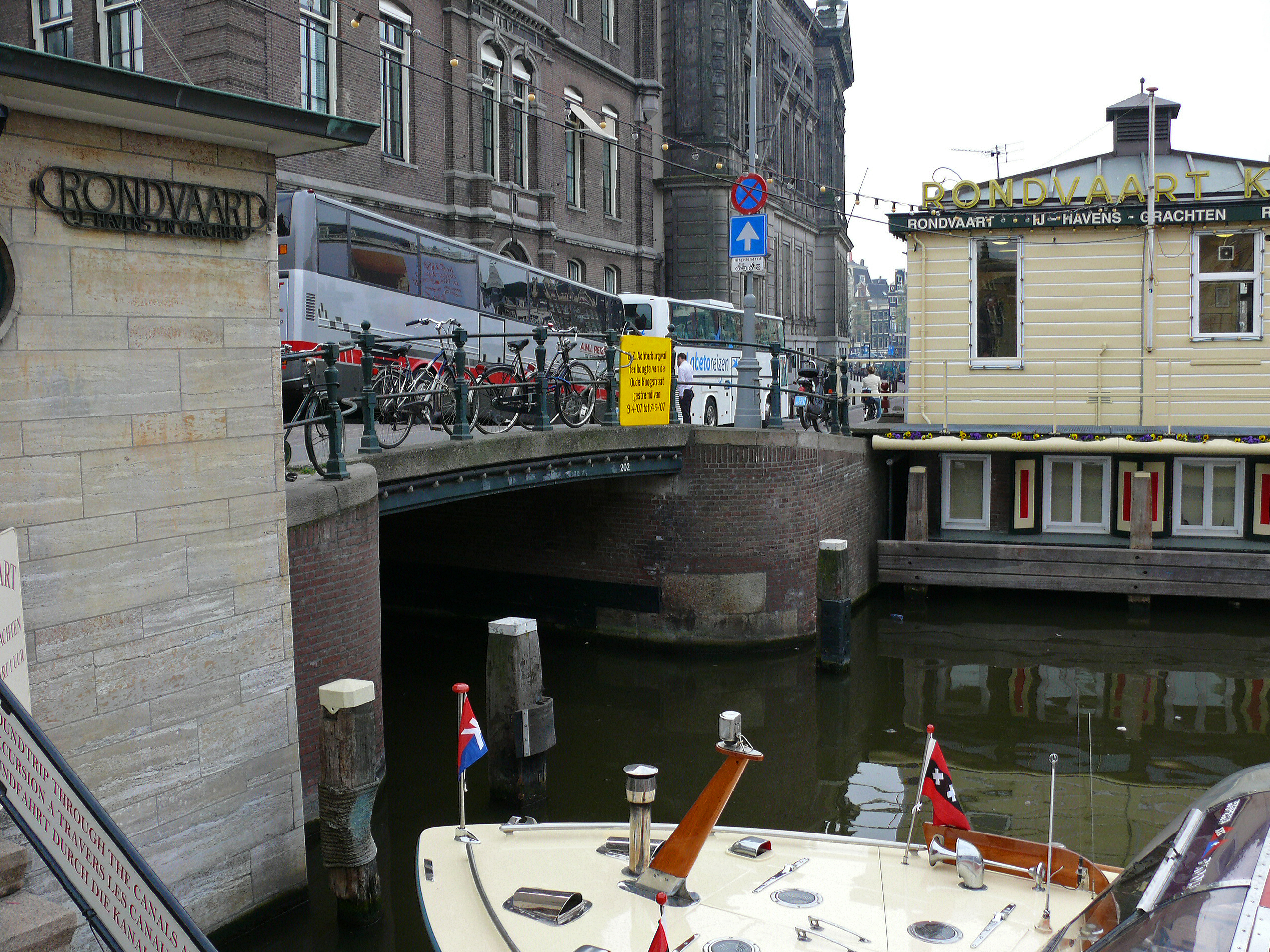
Oude Turfmarkt met de Grimmessebrug naar de Langebrugsteeg (links)
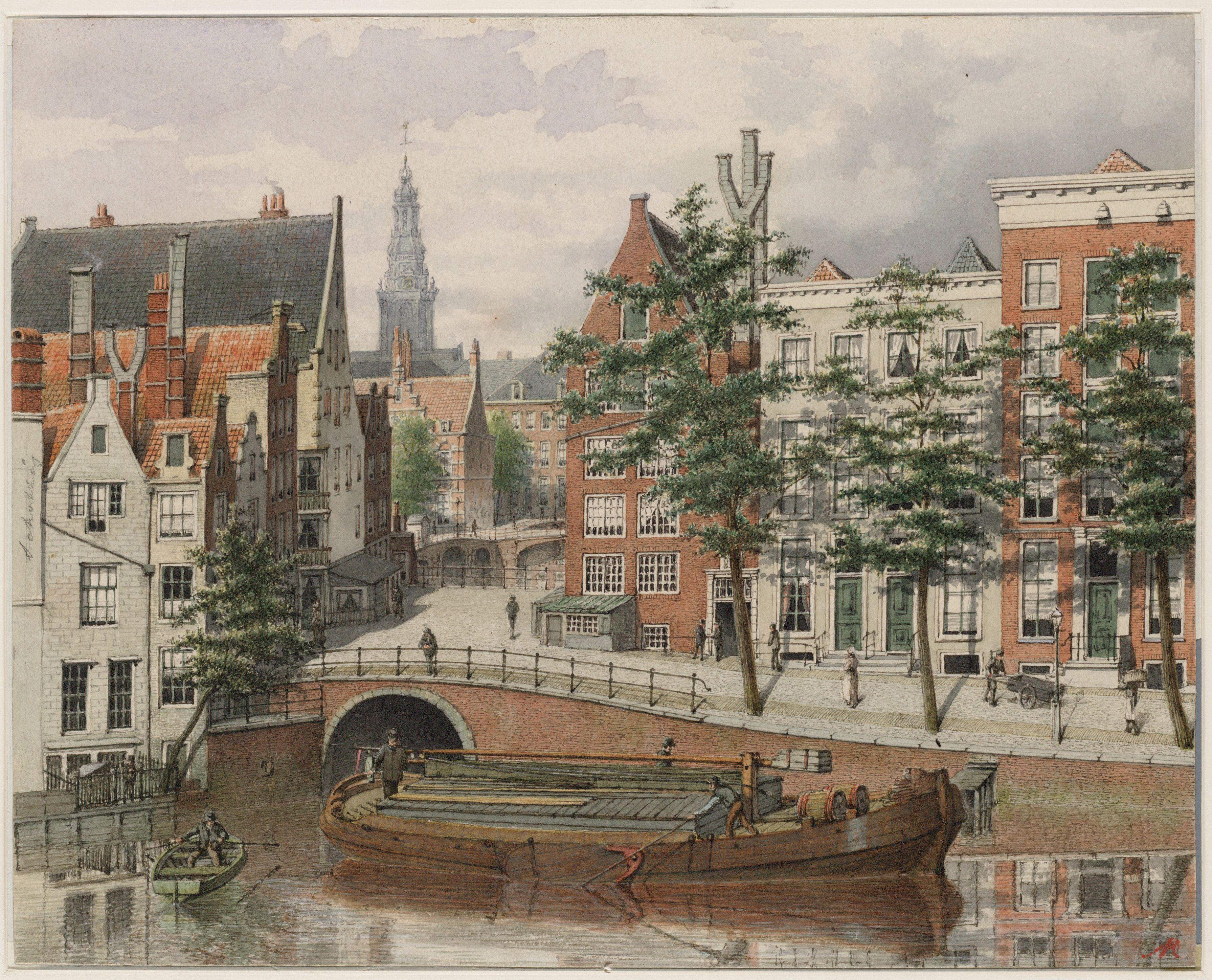
Oude Turfmarkt met links de Grimmessebrug naar de Langebrugsteeg - tekening/aquarel van J.M.A. Rieke, c. 1880-90